# 福利冰川
福利冰川（英語：Foley Glacier），是南極洲的冰川，位於埃爾斯沃思地的瑟斯頓島，發源自彼得森角，全長7公里，由美國南極名稱諮詢委員會命名，現時由南極條約體系管理。